# Edmond Dujardin
Pour les articles homonymes, voir Dujardin.
Edmond Dujardin, né Arthur Louis Henri Dujardin le 1er janvier 1905 à Tourcoing (Nord) et mort le 24 octobre 1964 à Arcachon (Gironde), est un imprimeur, créateur de jeu et fondateur de l'éditeur de jeux de société Dujardin. 

## Biographie
Originaire de la région lilloise, son vrai prénom est Arthur. Sourd de naissance, il apprend à parler grâce à la méthode de Jacob Rodrigue Pereire.
Il est imprimeur de profession. Asthmatique, il décide en 1947 de déménager à Arcachon après y avoir séjourné. Il vient alors d'inventer le jeu L'Autoroute, récompensé au Concours Lépine en 1949. En 1954, il invente le 1000 bornes, dessiné par Joseph Le Callennec, qui connaît un grand succès national et international.
Il meurt en 1964 à Arcachon et est enterré dans le cimetière de la ville. Sa femme et ses enfants prennent en main la direction de l'entreprise, dont le siège est situé jusqu'en 1972 dans la maison familiale, en face du port de plaisance municipal, avant de gagner la zone industrielle de La Teste. Après la disparition de sa veuve, un de ses fils prend sa suite mais finit par déposer le bilan. Regain Galore rachète l'affaire en 1981.
Edmond Dujardin n'a pas de lien familial avec Jean Dujardin.

## Jeux créés par ou en collaboration avec Arthur Dujardin
- L'Autoroute, 1949
- Autostop, 1951
- 1000 bornes, 1954
- Crypto, 1955
- Auteuil, 1963, avec Léon Zitrone
- Reportages, 1965 avec Georges de Caunes